# Night of Terror
Night of Terror (Brasil: Quando Menos se Espera ) é um filme estadunidense de 1972, produzido para a televisão, dos gêneros drama, policial e suspense, dirigido por Jeannot Szwarc, roteirizado por Cliff Gould. No seu elenco Martin Balsam, Donna Mills, Chuck Connors, Catherine Burns e Agnes Moorehead.

## Sinopse
Jovem é perseguida por um assassino de aluguel, que já fez duas vítimas, sem saber o motivo dessa perseguição, é auxiliada por um veterano capitão de polícia.

## Elenco
- Donna Mills....... Linda Daniel
- Martin Balsam....... Capitão Caleb Sark
- Catherine Burns....... Celeste Davillo
- Chuck Connors....... Brian DiPaulo
- Agnes Moorehead....... Bronsky
- Vic Vallaro....... Washington
- John Karlen....... Pete Manning
- Peter Hooten....... Chris Arden
- David Spielberg....... Dr. Widdicomb
- William Gray Espy....... Dr. Kennard
- Mary Grace Canfield....... Chairlady